# Cancer Cell International
Cancer Cell International, abgekürzt Cancer Cell Int.,  ist eine wissenschaftliche Fachzeitschrift, die vom Biomed Central-Verlag veröffentlicht wird. Die Zeitschrift erscheint nur online und ist frei zugänglich (open access). Es werden Arbeiten veröffentlicht, die sich allen Aspekten der zellulären Tumorbiologie beschäftigen.
Der Impact Factor lag im Jahr 2016 bei 2,74. Nach der Statistik des ISI Web of Knowledge wird das Journal mit diesem Impact Factor in der Kategorie Onkologie an 121. Stelle von 217 Zeitschriften geführt.